# Utterskär, Åland
Utterskär är en ö i Åland (Finland). Den ligger i Skärgårdshavet och i kommunen Kökar i landskapet Åland, i den sydvästra delen av landet. Ön ligger omkring 57 kilometer öster om Mariehamn och omkring 230 kilometer väster om Helsingfors.
Öns area är 3 hektar och dess största längd är 270 meter i öst-västlig riktning.